# Fourteen Words

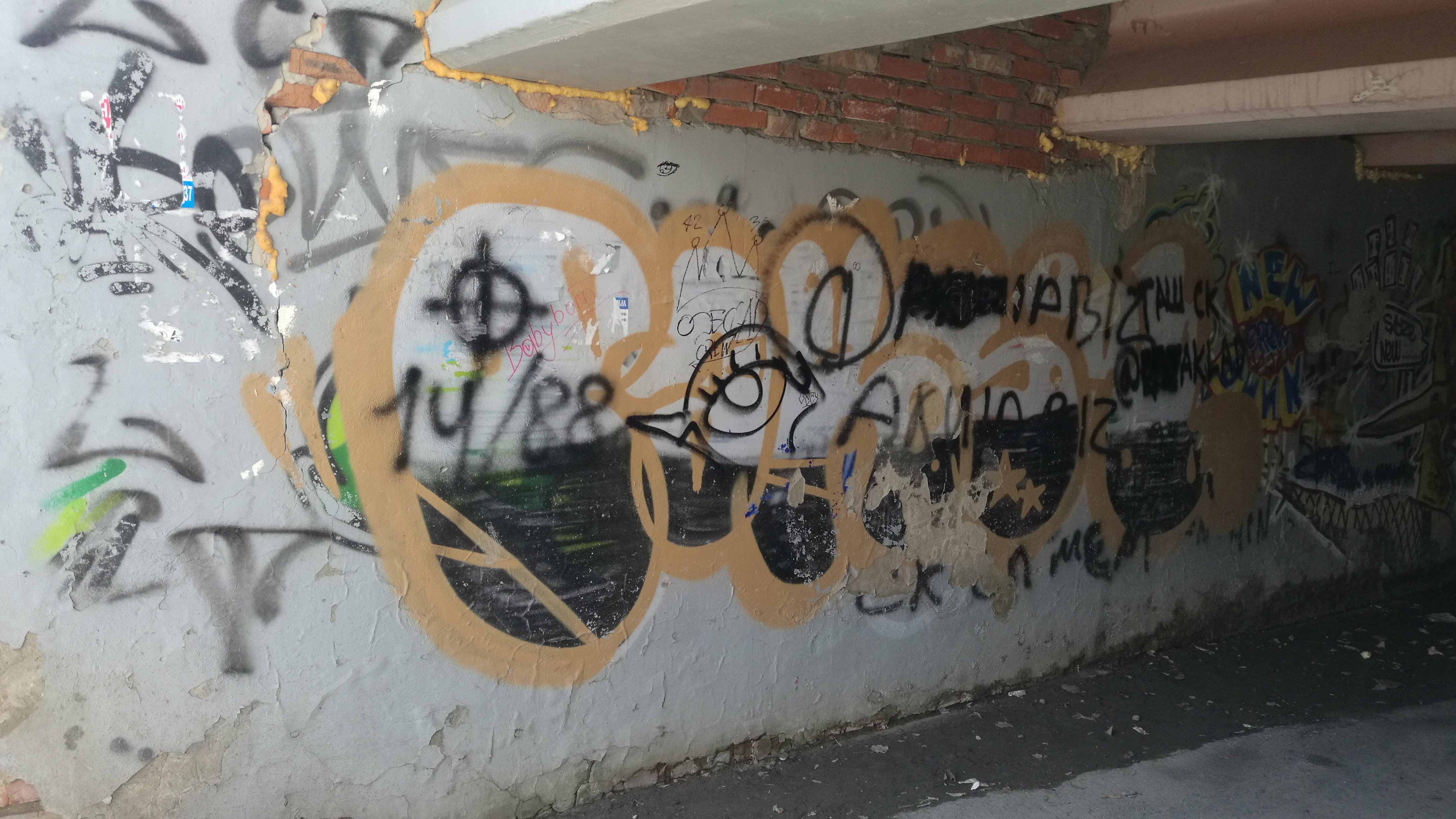
Graffiti con 14/88 en Tyumen, Rusia. Mayo de 2021.

Fourteen Words (literalmente en español, «catorce palabras») es una referencia a dos eslóganes originados por el terrorista nacional y supremacista blanco estadounidense David Lane.
El primer eslogan dice:

We must secure the existence of our people and a future for white children
Debemos asegurar la existencia de nuestro pueblo y un futuro para los niños blancos

Y va acompañado del segundo, que dice:

Because the beauty of the White Aryan women must not perish from the Earth
Porque la belleza de las mujeres blancas arias no debe desaparecer de la Tierra

Estas catorce palabras fueron adoptadas por supremacistas blancos, neonazis e identitarios de extrema derecha, que utilizan el número 14 en tatuajes, camisetas y grafitis, a menudo en combinación con el 88, como en «14/88» o «1488». Esto puede referirse a una abreviatura de Heil Hitler, ya que «H» es la octava letra del alfabeto latino, o a los 88 preceptos del mismo David Lane.